# Kateřinky (Opava)
Kateřinky (německy Kathrein, polsky Katerzynki) jsou bývalé město, dnes evidenční část statutárního města Opava. Nacházejí se na severovýchodě Opavy a leží ve vlastním katastrálním území Kateřinky u Opavy. Jsou součástí samosprávně nečleněné centrální oblasti města, která spadá přímo pod působnost zastupitelstva a magistrátu města. Prochází tudy silnice I/56 směrem na Ostravu a silnice I/46 na hranici s Polskem.

## Název
Osada dostala jméno podle svaté Kateřiny, jíž byl zasvěcen kostel zmíněný v roce 1417.

## Historie
Ves byla prvně doložena roku 1124 v Opavské kronice (Chronicon Oppaviense).[zdroj?] Usnesením vlády ČSR ze dne 22. září 1932 byly Kateřinky povýšeny na město. Poprvé připojeny k Opavě byly v roce 1939, kdy byla Opava centrem vládního obvodu Opava, říšské župy Sudety a podruhé a definitivně pak  připojeny 1.1.1946.
| Rok            | 1869 | 1880 | 1890 | 1900 | 1910 | 1921 | 1930 | 1950 | 1961 | 1970 | 1980   | 1991   | 2001   | 2011   |
| -------------- | ---- | ---- | ---- | ---- | ---- | ---- | ---- | ---- | ---- | ---- | ------ | ------ | ------ | ------ |
| Počet obyvatel | 3657 | 4292 | 5043 | 7046 | 7496 | 6545 | 6909 | 4529 | 4617 | 4202 | 11 094 | 15 700 | 15 929 | 14 348 |

1. ↑  Z toho 5310 osob národnosti československé a 1332 německé.[8]

## Památky
- kostel sv. Kateřiny – původní gotický kostel ze 14. století byl později přestavěn barokně
- kaple sv. Kříže – hřbitovní kaple z roku 1394 byla postavena ve stylu slezské cihlové gotiky, národní kulturní památka
- Filipkův dvůr
- socha sv. Floriána